# Баштован орхидеја
Баштован орхидеја (дан. Orchidégartneren) је дански експериментални филм из 1977. са мистериозном и симболичном радњом у режији Ларса фон Трира.

## Синопсис
Филм се састоји од низа сцена, чији је хронолошки редослед двосмислен, који лабаво преносе искуства главног јунака Виктора Марсеа (Ларс фон Трир), чије је право име Фелиман фон Марсебург. Виктор је представљен гласом преко нарације као млади уметник јеврејског порекла који је избегавао своје наслеђе. Описују га као да је схватио да је сам, сумњајући у спремност човечанства да пружи помоћ једни другима. Даље се приповеда да је у претходном периоду његовог живота био помињан као слабић, што је касније резултирало страхом од слабости и неспособности. Виктор верује да мора да буде заузет и зато одлучује да негује љубав према Елизи, младој медицинској сестри коју сусреће током свог боравка у санаторијуму.